# Victoria Yar Arol
Victoria Yar Arol (arabisch فيكتوريا يار أرول; geb. 1948; gest. 1980) war eine sudanesische Politikerin. Sie war die erste Frau aus dem südlichen Sudan, welche an der Universität Khartum studierte. Als Politikerin hatte sie später Sitze inne, sowohl in der Regional Assembly der Provinz Bahr al-Ghazal, als auch in der Nationalversammlung.

## Leben
Victoria Yar Arol wurde 1948 im Sudan geboren. Sie war die Tochter eines Stammeshäuptlings der Dinka, zu dessen Familie mehrere Frauen und 20 bis 30 Kinder gehörten. Arol war die erste in ihrer Familie, die regulär die Schule besuchte. Sie war die erste Frau aus dem Südlichen Sudan (heute: Südsudan), die an der Universität Khartum studierte. Sie graduierte mit einem Abschluss in Wirtschaft und Political Science.
Arol heiratete Toby Maduot, einen Arzt und Politiker, der später Vorsitzender der Sudan African National Union (SANU) wurde. Mit ihm hatte sie drei Kinder. Arol war ebenfalls Mitglied der SANU und die erste Frau, die in die People’s Regional Assembly für die  Provinz Bahr el Ghazal gewählt wurde, wo sie Vorsitzende eines Anti-Korruptions-Komitees war. Sie wurde 1979 Stellvertretende Ministerin des Regionalsekretariats der Sudanesische Sozialistische Union (SSU). 1979 schlug sie auch vor, die umstrittenen Städte Abyei, Kurmuk und Kafia Kingi wieder an die südliche Region anzugliedern, da diese schon vor der Unabhängigkeit dorthin gehört hatten. Sie erhielt später einen Sitz in der Nationalversammlung des Sudan als Repräsentantin der Frauen.

## Tod
Arol verstarb 1980. Sie wurde von Riek Machar, dem Präsidenten des Südsudan, als Inspiration für Frauen des  Südsudan gewürdigt.

## Familie
Victoria Yar Arol war die Tante von Nyandeng Malek Deliech, der Gouverneurin des Bundesstaates Warrap. Als Deliech das Ende ihrer Schulausbildung erreichte, holte Arol sie 1977 nach Juba, um dort ihre Studien fortzusetzen. In ihrem Heimatdorf wäre dies unmöglich gewesen.